# Allopauropus sphaeruliger
Allopauropus sphaeruliger är en mångfotingart som beskrevs av Paul Auguste Remy 1948. Allopauropus sphaeruliger ingår i släktet småfåfotingar, och familjen fåfotingar. Inga underarter finns listade i Catalogue of Life.